# Hilarempis shunina
Hilarempis shunina är en tvåvingeart som beskrevs av Smith 1962. Hilarempis shunina ingår i släktet Hilarempis och familjen dansflugor. Inga underarter finns listade i Catalogue of Life.